# Santuari de Corbera (Castellar del Riu)
Santuari de Corbera és una església de Castellar del Riu (Berguedà) inclosa a l'Inventari del Patrimoni Arquitectònic de Catalunya.

## Situació
Es troba a la part nord-oriental del terme municipal, als contraforts meridionals dels Rasos de Peguera, al peu de la serra de Corbera enlairada per damunt del nucli d'Espinalbet.
S'hi accedeix des de la carretera BV-4243 de Berga als Rasos. Al punt quilomètric 4,1 (42° 06′ 48″ N, 1° 48′ 00″ E / 42.113327°N,1.800101°E), es pren la carretera asfaltada a la dreta, indicada "Espinalbet", que no es deixa fins a arribar al santuari després de 2,6 km.

## Descripció

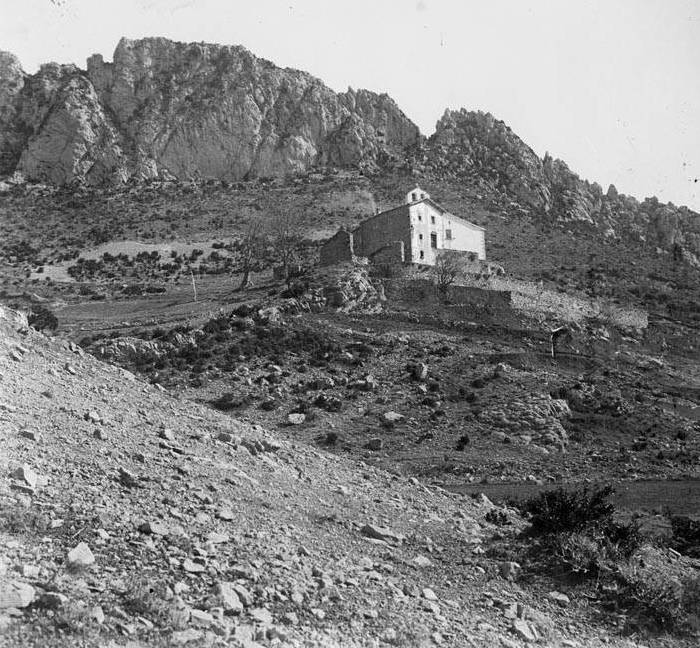
El santuari el 1913

Santuari dedicat a la Mare de Déu. El conjunt està format per l'església, la casa dels ermitans i l'hostal, delimitat per una placeta oberta a migdia a la que s'accedeix per llevant. Sota la placeta hi ha un porxo amb volta de pedra. El temple és d'una sola nau amb presbiteri al nord i entrada al sud. També té un campanar d'espadanya sobre el mur frontal. Les edificacions s'encabeixen en un dels petits replans condicionats amb murs usats, temps enrere per a conreus. A 1.424 m. d'altura el lloc queda obert a migdia i molt tancat a nord i a ponent. Actualment es fa servir com a lloc de vacances per a seminaristes i seu de l'aplec anual al setembre.

## Història
Antiga capella avui desapareguda. Les obres de la primera campanya es feu entre 1677- 1682. La portada està datada entre 1689; els eixamplaments de l'est i oest, entre 1734 - 1749. El campanar d'espadanya és de 1760; l'obertura d'ull de bou, de 1763. El 1766 es construïren als baixos un celler i el 1771, un porxo.
Entre 1775 i 1776 s'edificà la porxada i el dipòsit de la font del pla dels freixes. Entre 1784 i 1786 s'eixampla l'estable la volta i l'arc de l'entrada. El 1787 s'eixampla el cos principal per l'oest el 1802 i la caseta de baix, el 1898.